# 大日岳栄隆
大日岳 栄隆（おおひだけ えいりゅう、1966年10月12日 - ）は、福島県双葉郡双葉町出身で玉ノ井部屋（入門時は春日野部屋）に所属した元大相撲力士。本名は井戸川 栄隆（いどがわ えいりゅう）。身長189cm、体重174kg。得意手は左四つ、寄り。最高位は東十両7枚目（1993年11月場所）。現・世話人大日岳。血液型はO型。

## 来歴
中学時代はバスケットボール部に所属していた。相撲経験は無かったが、知人から同じ浜通り出身で当時春日野部屋の部屋付きの親方だった玉ノ井親方（元関脇・栃東）を紹介され、中学卒業後に春日野部屋に入門。1982年5月場所に初土俵を踏んだ。
以降、着実に番付を上げ、1987年5月場所には幕下に昇進する。しかし攻めがやや遅い所があったため三段目上位と幕下下位を往復する生活が続いた。この間、1988年11月場所には本名の井戸川から栃日岳と改名する。1989年9月場所には4度目の幕下昇進を果たす。この場所は東幕下55枚目で13日目まで6戦全勝で勝ち進み、同じく6戦全勝であった西幕下9枚目の貴花田と対戦した。勝てば幕下優勝、幕下上位への昇進もありえたが、低い立合いで当たってきた貴花田に立合い負けし、前に出て右をこじ入れさらに左もまわしを引いたが押し切れず、左から強烈に引き付けられて電車道で寄り立てられ、土俵際でもろ差しになるも右から投げを打ちながらの寄り倒しに敗れて幕下優勝を逃す。
1990年には玉ノ井親方が独立することとなったため、玉ノ井部屋に移籍した。1991年1月には大日岳と改名。次第に幕下上位でも勝ち越せるようになり、1993年9月場所には初土俵から11年半掛かって十両に昇進した。左四つ得意で右前褌を取る力を発揮し、新十両の場所は9勝6敗と勝ち越した。しかし、翌11月場所と1月場所を負け越してしまい幕下に陥落した。関取陥落後も十両復帰を目指して長く相撲を取り続けた。また大関・栃東の付け人も長く務めた。2004年1月から世話人の定員が増員されることとなったため、1月場所前に引退し世話人に転身した。
思い出に残る相撲として、前述の貴花田に敗れた相撲を挙げた。この取組は貴乃花の最年少幕下優勝記録更新を決めた取組で、人気が高かった1990年代中盤には何度もテレビ放送されており、記憶しているファンも多い。
取的生活が長かったため付け人の苦労を知り尽くしており、十両昇進時には「自分でやれることは自分でやっていきたい」と付け人を思いやる発言をコメントとして残している。
出身地・双葉町の町長を務めた井戸川克隆は伯父。福島第一原子力発電所事故の対応に当たったが、2013年1月に不信任案が可決され、任期途中の同年2月に退任している。

## 主な戦績
- 生涯成績：461勝461敗5休 勝率.500
- 十両成績：19勝26敗 勝率.422
- 現役在位：141場所
- 十両在位：3場所

## 場所別成績
| | 一月場所 初場所（東京） | 三月場所 春場所（大阪） | 五月場所 夏場所（東京） | 七月場所 名古屋場所（愛知） | 九月場所 秋場所（東京） | 十一月場所 九州場所（福岡） |
| --- | ----------------------- | ----------------------- | ----------------------- | --------------------------- | ----------------------- | --------------------------- |
| 1982年 （昭和57年） | x                       | x                       | （前相撲）              | 東序ノ口29枚目 4–3          | 西序二段154枚目 4–3     | 西序二段119枚目 2–5         |
| 1983年 （昭和58年） | 東序ノ口8枚目 3–4       | 西序ノ口10枚目 5–2      | 東序二段106枚目 2–5     | 西序二段134枚目 3–4         | 東序ノ口8枚目 5–2       | 西序二段110枚目 3–4         |
| 1984年 （昭和59年） | 西序二段113枚目 5–2     | 東序二段72枚目 3–4      | 東序二段87枚目 4–3      | 西序二段56枚目 4–3          | 西序二段46枚目 5–2      | 西序二段12枚目 4–3          |
| 1985年 （昭和60年） | 東三段目90枚目 5–2      | 西三段目56枚目 1–6      | 西三段目93枚目 3–4      | 東序二段7枚目 6–1           | 東三段目53枚目 3–4      | 西三段目65枚目 2–5          |
| 1986年 （昭和61年） | 東三段目94枚目 5–2      | 西三段目55枚目 3–4      | 西三段目72枚目 4–3      | 東三段目43枚目 4–3          | 東三段目26枚目 1–6      | 東三段目56枚目 3–4          |
| 1987年 （昭和62年） | 西三段目71枚目 3–4      | 西三段目85枚目 7–0      | 東幕下60枚目 2–5        | 西三段目22枚目 4–3          | 東三段目7枚目 3–4       | 西三段目23枚目 4–3          |
| 1988年 （昭和63年） | 東三段目11枚目 5–2      | 西幕下49枚目 4–3        | 西幕下36枚目 3–4        | 西幕下47枚目 3–4            | 東三段目筆頭 3–4        | 西三段目13枚目 4–3          |
| 1989年 （平成元年） | 西幕下60枚目 3–4        | 西三段目10枚目 3–4      | 西三段目26枚目 4–3      | 西三段目9枚目 4–3           | 東幕下55枚目 6–1        | 東幕下28枚目 2–5            |
| 1990年 （平成2年） | 東幕下46枚目 3–4        | 西三段目3枚目 5–2       | 東幕下41枚目 4–3        | 東幕下29枚目 4–3            | 東幕下21枚目 4–3        | 西幕下12枚目 3–4            |
| 1991年 （平成3年） | 東幕下18枚目 5–2        | 西幕下7枚目 2–5         | 東幕下19枚目 5–2        | 東幕下8枚目 5–2             | 東幕下3枚目 1–6         | 東幕下23枚目 2–5            |
| 1992年 （平成4年） | 東幕下40枚目 4–3        | 西幕下29枚目 2–5        | 東幕下49枚目 4–3        | 東幕下37枚目 2–1–4          | 西幕下54枚目 5–2        | 東幕下35枚目 6–1            |
| 1993年 （平成5年） | 東幕下15枚目 4–3        | 東幕下11枚目 4–3        | 西幕下7枚目 6–1         | 東幕下筆頭 4–3              | 西十両11枚目 9–6        | 東十両7枚目 6–9             |
| 1994年 （平成6年） | 東十両11枚目 4–11       | 西幕下6枚目 3–4         | 西幕下12枚目 2–5        | 西幕下29枚目 4–3            | 東幕下21枚目 3–4        | 西幕下30枚目 4–3            |
| 1995年 （平成7年） | 西幕下22枚目 3–4        | 東幕下31枚目 5–2        | 東幕下16枚目 3–4        | 西幕下24枚目 5–2            | 西幕下13枚目 2–5        | 東幕下30枚目 4–3            |
| 1996年 （平成8年） | 東幕下22枚目 4–3        | 西幕下15枚目 4–3        | 西幕下9枚目 2–5         | 西幕下21枚目 4–3            | 西幕下15枚目 2–5        | 東幕下30枚目 3–4            |
| 1997年 （平成9年） | 西幕下39枚目 4–3        | 東幕下30枚目 2–5        | 東幕下49枚目 4–3        | 東幕下38枚目 2–5            | 東三段目6枚目 3–4       | 東三段目20枚目 4–3          |
| 1998年 （平成10年） | 西三段目6枚目 4–3       | 東幕下56枚目 5–2        | 西幕下37枚目 2–5        | 東幕下57枚目 5–2            | 東幕下40枚目 4–3        | 西幕下31枚目 3–3–1          |
| 1999年 （平成11年） | 東幕下43枚目 2–5        | 東三段目2枚目 1–6       | 東三段目36枚目 5–2      | 西三段目9枚目 4–3           | 東幕下58枚目 1–6        | 東三段目30枚目 1–6          |
| 2000年 （平成12年） | 西三段目59枚目 5–2      | 東三段目29枚目 2–5      | 西三段目49枚目 5–2      | 西三段目18枚目 1–6          | 東三段目44枚目 4–3      | 西三段目26枚目 1–6          |
| 2001年 （平成13年） | 東三段目61枚目 3–4      | 西三段目75枚目 4–3      | 西三段目57枚目 2–5      | 西三段目77枚目 4–3          | 東三段目60枚目 3–4      | 西三段目80枚目 5–2          |
| 2002年 （平成14年） | 西三段目49枚目 3–4      | 西三段目67枚目 5–2      | 東三段目34枚目 3–4      | 東三段目47枚目 3–4          | 西三段目68枚目 4–3      | 西三段目51枚目 3–4          |
| 2003年 （平成15年） | 東三段目68枚目 5–2      | 東三段目38枚目 3–4      | 西三段目52枚目 5–2      | 東三段目26枚目 3–4          | 東三段目41枚目 3–4      | 東三段目58枚目 3–4          |
| 2004年 （平成16年） | 東三段目70枚目 引退 –   | x                       | x                       | x                           | x                       | x                           |
| 各欄の数字は、「勝ち-負け-休場」を示す。 優勝 引退 休場 十両 幕下 三賞：敢=敢闘賞、殊=殊勲賞、技=技能賞 その他：★=金星 番付階級：幕内 - 十両 - 幕下 - 三段目 - 序二段 - 序ノ口 幕内序列：横綱 - 大関 - 関脇 - 小結 - 前頭（「#数字」は各位内の序列） |                         |                         |                         |                             |                         |                             |

## 改名歴
- 井戸川 栄隆（いどがわ えいりゅう） 1982年5月場所-1988年9月場所
- 栃日岳 栄隆（とちひだけ-） 1988年11月場所-1990年11月場所
- 大日岳 栄隆（おおひだけ-） 1991年1月場所-2004年1月場所